# Hyperacanthus amoenus
Hyperacanthus amoenus là một loài thực vật có hoa trong họ Thiến thảo. Loài này được (Sims) Bridson mô tả khoa học đầu tiên năm 1985.